# جوزف ولنتین بوسینسک
جوزف ولنتین بوسینسک (به فرانسوی: Joseph Valentin Boussinesq) (زاده ۱۳ مارس ۱۸۴۲ - درگذشته ۱۹ فوریه ۱۹۲۹) ریاضیدان و فیزیکدان فرانسوی که توجه زیادی را معطوف به تئوری هیدرودینامیک و ارتعاش، نور و حرارت کرد. در سال ۱۸۹۷ او تئوری چرخش و آشفته جریان مایعات را منتشر کرد که این کار تا حد زیادی به مطالعه آشفتگی و هیدرودینامیک کمک کرده‌است. وی همچنین تئوری و تقریب بوسینسک را ارایه داد.